# チチを撮りに
『チチを撮りに』（ちちをとりに、英題：Capturing Dad）は、2013年2月16日に公開された日本映画。

## 概要
家族を題材とした自主短編映画を手がけてきた中野量太監督の劇場用長編映画デビュー作。当初は自主映画として公開・配給も未定のまま製作されたが、2012年、SKIPシティ国際Dシネマ映画祭2012で国際長編コンペティション部門にてSKIPシティアワードおよび日本人初の監督賞を受賞したことから「SKIPシティDシネマプロジェクト」第3弾作品として2013年の劇場公開が決定した。また、一般公開を前に第55回アジア太平洋映画祭で渡辺真起子が最優秀助演女優賞を受賞し、第63回ベルリン国際映画祭ジェネレーション部門に正式招待された。
日本公開後も第39回シアトル国際映画祭、第62回メルボルン国際映画祭、第7回グラナダ国際映画祭、第2回Peace & Love Film Festival、第30回エルサレム国際映画祭と多数の日本国外の映画祭に正式招待され、第3回サハリン国際映画祭ではコンペティション部門でグランプリを受賞した。イスラエル、台湾では劇場公開された。
タイトルの「チチ」は父親だけでなく母性の意味が含まれている映画であることからカタカナ表記にした。

## あらすじ
フリーターの姉・葉月と女子高生の妹・呼春は、父親が14年前に女を作って出て行ってしまって以来、母の佐和と3人で暮らしていた。ある日、佐和から「お父さんがもうすぐ死ぬから会いに行って、ついでにその顔を写真に撮ってきてほしい」と頼まれた姉妹は、困惑しながらも、殆ど記憶に残っていない父親に会いたい気持ちもあり、電車を乗り継ぎ父親のいる田舎町へやってくる。2人はそこで、異母弟の少年や叔父に出迎えられるが、既に父は他界しており、さらに思いがけない人生の修羅場に遭遇する。

## キャスト
- 東村葉月（呼春の姉）：柳英里紗
- 東村呼春（葉月の妹）：松原菜野花
- 東村佐和（呼春・葉月の母）：渡辺真起子
- 西森徹二（呼春・葉月の叔父）：滝藤賢一
- 西森正高（呼春・葉月の父）：二階堂智
- 西森千尋（呼春・葉月の異母弟）：小林海人
- 西森都子（徹二の妻）：今村有希
- 星野晶子
- 関口崇則
- 宇野祥平
- 箱木宏美
- 三浦景虎
- 木村知貴
- 小澤雄志
- 太田正一

## スタッフ
- 監督・脚本・編集：中野量太
- プロデューサー：平形則安
- 撮影：平野晋吾
- 照明：谷本幸治
- 録音：島津未来介
- 音楽：渡邊崇
- VFXスーパーバイザー：樋口良
- 脚本協力：大野敏哉
- 音響効果：大塚智子
- ヘアメイク：山口陽子
- 製作担当：星野友紀
- 助監督：松尾浩道
- タイトル：筧昌也
- 製作：ピクチャーズネットワーク、日吉ヶ丘ピクチャーズ
- 配給：デジタルSKIPステーション

## 受賞
日本国内
- SKIPシティ国際Dシネマ映画祭2012 国際長編コンペティション部門 SKIPシティアワード・監督賞（中野量太）
- 第19回京都国際子ども映画祭 審査員特別賞
- 第5回TAMA映画賞 最優秀新進監督賞（中野量太）
- 第35回ヨコハマ映画祭　日本映画ベストテン第10位・新人監督賞（中野量太）・助演女優賞（渡辺真起子）
- 第23回日本映画批評家大賞 新人監督賞（中野量太）[10]

海外
- 第55回アジア太平洋映画祭（マカオ） 最優秀助演女優賞（渡辺真起子）
- 第7回アジアン・フィルム・アワード（香港） 最優秀助演女優賞（渡辺真起子）
- 第7回グラナダ国際映画祭 CINES DEL SUR（スペイン） 審査員特別賞・観客賞
- 第2回Peace & Love Film Festival（スウェーデン） Jury Prize（脚本賞）[11]
- 第3回サハリン国際映画祭（ロシア）グランプリ